# Каоковельд
Пустеля Каоковельд (англ. Kaokoveld, Kaokolánd) є північною третиною великої пустелі Наміб і складається переважно з кам'яних пустель і голих скельних плато і долин з рідкісними полями піщаних дюн і розсіяних по місцевості вивітрених гірських порід.
Пустеля простягається уздовж західного узбережжя південної Африки між паралелями 13 і 21° півд.ш. від р. Уніаб в Намібії і на північ в Анголу (включаючи ангольську пустелю Моссамедес). Ширина цієї пустельної смуги близько 100 км, від Атлантичного узбережжя до підніжжя Намібського Уступу.
Це аридний район з горами, щебенистими рівнинами і активними піщаними дюнами. Поверхневі води тут також у дефіциті, через пустелю протікає одна постійна річка — Кунене. Сухі русла, що перетинають пустелю, концентрують навколо себе рослинність, тут мешкають великі ссавці — слони, чорні носороги і жирафи. Інша частина території покрита дуже рідкісною і мізерною рослинністю і надзвичайно посушлива. Прибережні тумани дозволяють тут існувати цікавим, добре пристосованим до пустель тваринам.

## Клімат
Кліматично пустеля Наміб може бути поділена на північну, дуже посушливу частину (на північ від Людериць, Намібія), і південну, де взимку випадають дощі. От якраз в північній частині і знаходиться пустеля Каоковельд. Тут 60% всієї вологи випадає у вигляді спорадичных гроз з жовтня по березень. Найхарактернішою особливістю клімату є надзвичайно рідкісні і абсолютно непередбачувані дощі, на рік випадає не більше 100 мм. Зі сходу на захід кількість опадів знижується.

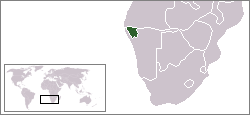
Розташування Каоковельду в Південній Африці

Причинами аридності клімату узбережжя є те, що східні пасати з Індійського океану, що несуть вологу, втрачають її над Драконовими горами і масивами Намібського Уступу і досягають Атлантичного узбережжя вже теплі і сухі. По-друге, по західному узбережжю Африки локально переважають південно-західні вітри, що гонять повітряні маси, охолоджені над Бенгельською течією. Ці прохолодні повітряні маси, стикаючись з теплими, легшими повітряними масами, утворюють інверсійний ток гумідного повітря у верхні шари атмосфери, при цьому хмари не формуються. Над берегом утворюється густий туман, який заходить на 50 км всередину материка. Завдяки цьому туману здійснюється краплинний полив рослин, формується ціла туманна екосистема з адаптованими до неї видами рослин і тварин.
Температури повітря в пустелі знижуються у напрямку до узбережжя — в результаті охолоджувального впливу вітрів, що формуються над холодною Бенгельскою течією. Часті тумани на узбережжі викликають стабільні добові температури майже без нічного перепаду, протягом доби температура коливається на 2-5 °C. При просуванні углиб материка добовий перепад температур росте і досягає 50 °C (від мінусової до 50 °C і вище). Найбільші добові коливання спостерігаються в аридній зоні, де рослинний покрив надзвичайно розріджений.

## Рельєф
У рельєфі представлені масиви пагорбів, широкі долини, комплекси дюн, а також піщані і щебенисті рівнини. Великий масив активних рухливих дюн знаходиться в південній Анголі на території національного парку Іона, між Порто-Олександрі і р. Кунене. У деяких місцях ці дюни тягнуться смугою шириною до 40 км. Значну частину території пустелі займають піщано-галькові рівнини. Справжні ґрунти тут не утворюється. Поверхневі піщані кірки часто вапняні або загіпсовані. На дні пенів утворюються тверді цементовані карбонатно-гіпсові поверхні завтовшки від 1 до 5 см Ближче до океану звичайні соляні кірки, ґрунти солонуваті.
Єдиною постійною річкою Коаковельду є р. Кунене. Інші річки — Хоаніб, Хоарусиб і Хуміб — мають тимчасовий стік, вода їх ніколи не досягає океану, а губиться в пісках біля узбережжя.

## Рослинність

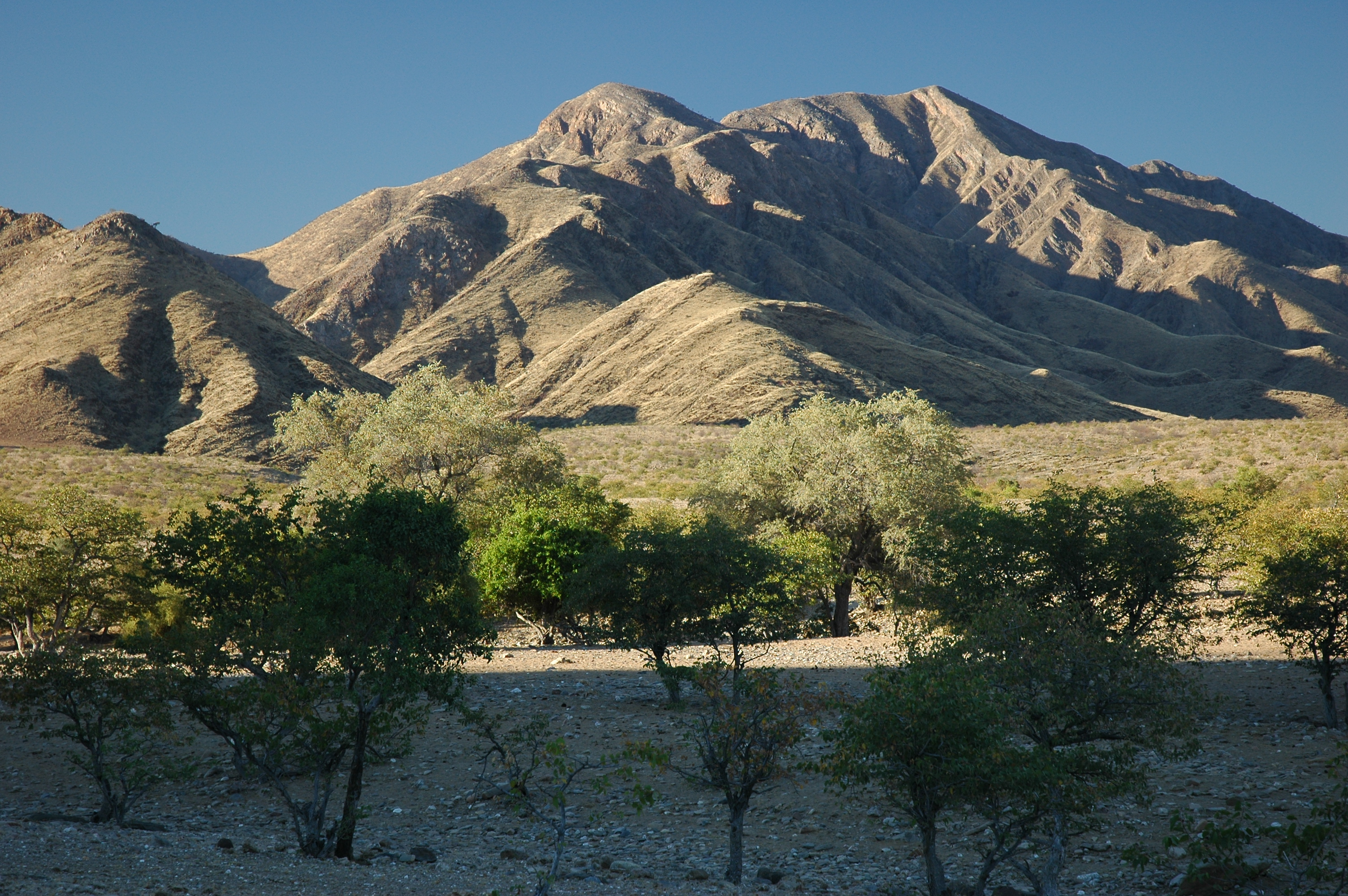
Гори в Каоколенді

У  сукулентних пустелях Каоковельду з кущів переважають представники парнолистників (Zygophyllum spp.), дерези (Lycium spp.), алое (Aloe spp.) і молочаю (Euphorbia spp.). Серед злаків домінують аристиди (Aristida brevifolia, Aristida namaquensis). Характерна Welwitschia mirabilis.
У Намібській частини пустелі Каоковельд в основному знаходяться піщані дюни, покриті рідкими рослинами. Зустрічаються тут солянка ноллотенська (Salsola nollothensis), ектадиум лозовидний (Ectadium virgatum), мерремія (Merremia multisecta), індигофера куненська (Indigofera cunenensis) і злаки селін гіллястий (Stipagrostis ramulosa) і полевичка ситява (Eragrostis cyperoides). Дюни оточують запустинені степи з домінуванням пустельних однорічників, в основному селінів (Stipagrostis spp.).
На схід рослинність на цих рівнинах стає пишнішою, звичайні чисті співтовариства ендемічного злака — каокохлої (Kaokochloa nigrirostris). У Ангольській частині Каоковельд є справжньою пустелею з активними дюнами і практично повною відсутністю рослин. Подекуди на пісках можна побачити акантосиціси (Acanthosicyos horrida) — колючі, майже безлисті кущі, що утворюють навколо себе піщані горбки заввишки до 2 м.
Уздовж Атлантичного узбережжя йдуть тверді щебенисті пустелі, на яких судинні рослини практично не зустрічаються. Тут царство листуватих і епіфітних лишайників. Звичайні види родів пармелія (Parmelia spp.) і помаранчевого кольору лишайник Teloschistes capensis. Далі по напряму від берега з'являється рідкісна рослинність з парнолистників (Zygophyllum orbiculatum, Zygophyllum simplex), галенії африканської (Galenia africana), сезувія портулакового (Sesuvium portulacastrum) і селіна майжебезстеблового (Stipagrostis subacaulis).
У Каоковельді, так само як і в пустелі Наміб, звичайна знаменита реліктова рослина вельвічія дивовижна (Welwitschia mirabilis). Часто ця найпомітніша рослина, окремі рослини розкидані одна від одної на відстані 50-100 м. Деякі особини вельвічії досягають віку 2500 років і мають діаметр понад 1 м, а листя завдовжки до 3 м. Листки довгоживучі і закручені в різноманітні спіралі.
Галофітні співтовариства солоних кіс характеризуються такими видами рослин як солянка Зайера (Salsola zeyheri), сезувія (Sesuvium spp.), шведа чагарникова (Suaeda fruiticosa), очерет літоральний (Scirpus littoralis), астенатерум Форскала (Asthenatherum forskalii). На кам'янистих ділянках, звичайних по усій пустелі, можна побачити листові сукуленти — літопс (Lithops ruschiorum), саркокаулон (Sarcocaulon mossamedense), отонна (Othonna lasiocarpa). Найбільша різноманітність рослин тут зустрічається по сухих руслах.
Звичайні рослини-сукуленти подушок — солянки (Salsola spp.), парнолистники (Zygophyllum clavatum, Zygophyllum stapffii). На сході по сухих руслах і по краю пустелі Каоковельд можна знайти пустельні дерева — файдербія біла (Faidherbia albida), баланітес вельвічії (Balanites welwitschii), мопан (Colophospermum mopane), маура Шинца (Maerua schinzii). Навколо джерел звичайні злаковники і комишовники з Odyssea paucinervis, Phragmites australis, Thypha latifolia, Scirpus dioicus, Scirpus littoralis, Juncellus laevigatus.

## Тваринний світ

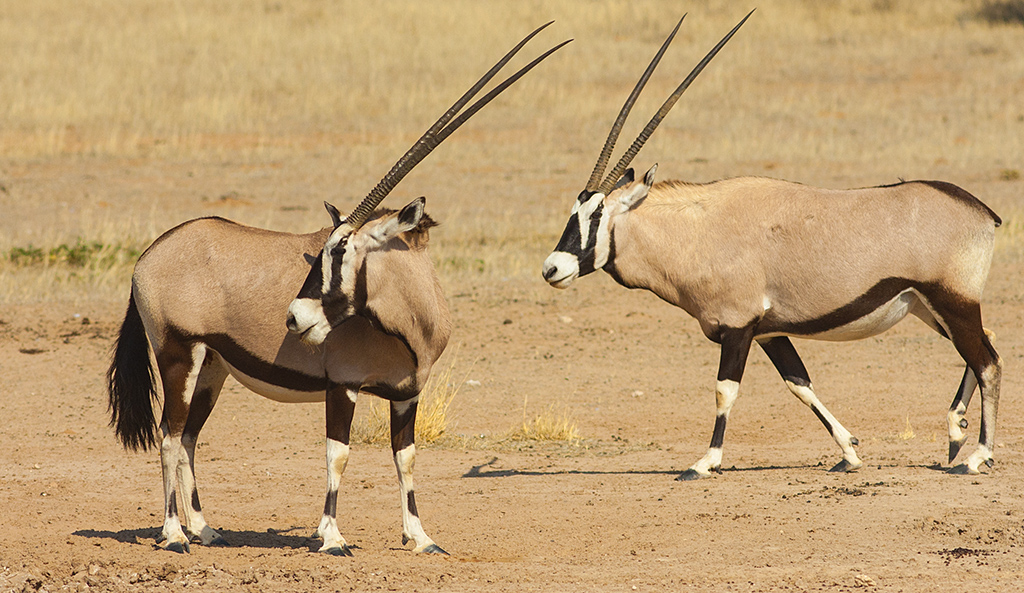
Oryx gazella

Каоколенд відомий своєю популяцією диких тварин, якою в 1970-і роки завдало істотного збитку браконьєрство. У Каоколенді є і рідкісні тварини, такі як чорний носоріг, антилопа-орікс, гірська зебра, саванний слон. Учені все ще сперечаються: чи є саванний слон з Каоколенду самостійним підвидом або це звичайний саванний слон, що пристосувався до умов Каоколенду. У будь-якому випадку поведінка саванних слонів в Каоколенді відрізняється від поведінки їхніх родичів в інших місцях Африки. Недоступність області і, з іншого боку, боротьба з браконьєрством привели до істотного зростання популяції саванних слонів в Каоколенді. Подекуди викликані слонами збитки представляють великий збиток для життя інших мешканців Каоколенду. Наприклад, надмірне об'їдання слонами листя, призводить до зменшення їстівних ресурсів для носорігів або інших тварин, що мешкають там.

## Ендемізм

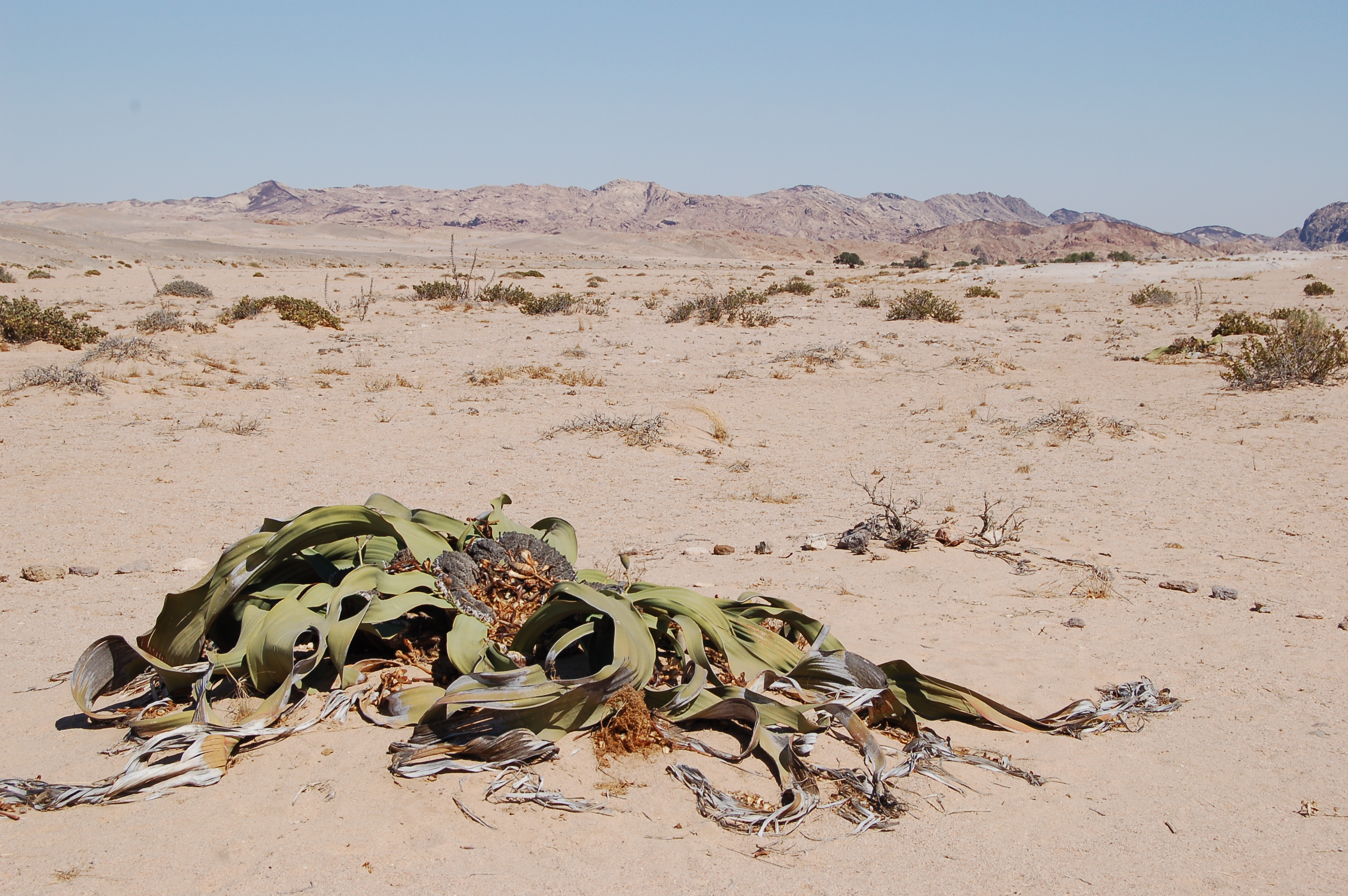
Welwitschia mirabilis

Тривала аридизація Атлантичного узбережжя призвела до високого рівня ендемізму у флорі пустелі. Є ряд палеоендемів, таких як вельвічія дивовижна (Welwitscha mirabilis) і каокохлоя (Kaokochloa sp.). Більше недавнє видоутворення призвело до формування цілої групи ендеміків — Barleria solitaria, Indigofera cunensis, Merremia multisecta, Stipagrostis ramulosa.

## Охорона природи
Значна частина пустелі охороняється як в Намібії, так і в Анголі. У Намібії тут знаходиться національний парк Берег Скелетів — він простягнувся на 500 км від р. Угаб до р. Кунене на Ангольско-Намібському кордоні і має площу 15,8 тис. км2. У парку поширені три найбільші типи рослинності пустелі Каоковельд — щебенисті пустелі, рідкісні угрупування по піщаних дюнах і рослинність сухих русел. На півночі парку (на північ від р. Уніаб) знаходиться заповідна зона, закрита для туристів. В Анголі на території пустелі розташовані дві охоронювані території — заповідник Макамедес (Mocamedes Partial Reserve) площею 4,45 тис. км2 і національний парк Іона (Iona National Park) площею 15,15 тис. км2.
Єдиною територією поза офіційною охороною є південно-східна частина пустелі по напряму всередину материка від Берега Скелетів. Колись вона входила до Мисливського Резервату № 2 площею 80 тис. км2, що був найбільшим заповідником світу. Ця охоронювана територія простягалася від р. Кунене до р. Хоарусіб і включала пустелю Каоковельд і Намібський Уступ. Величезні площі парку дозволяли здійснювати сезонні міграції слонам, левам і іншим великим ссавцям на 200 км до Атлантичного узбережжя. У 1963 р. парк було скорочено на 72% і нині існує у вигляді національного парку Етоша Пен (23 тис. км2). Нещодавно невелика частина колишнього мисливського резервату увійшла до національного парку Берег Скелетів. Проте природо-охоронні заходи ведуться також на приватних і громадських землях, фінансуючись в основному за рахунок туризму.
Намібська частина пустелі Каоковельд залишається практично непорушеною, чому сприяють аридність клімату і низька щільність населення. На схід регіон населений в основному плем'ям овахімба, що веде кочовий спосіб життя. Їх вплив на екосистеми обмежується збором деревного палива, лікарських і харчових рослин, і дуже локально. Найбільшу загрозу екосистемам несуть стада худоби, що випасаються місцевим населенням. Особливо сильний перевипас від великої рогатої худоби.
Тут розвинене браконьєрство, яке не змогли припинити і в період організації тут території, що особливо охоронялася. Особливо інтенсивне полювання на чорного носорога, для попередження якого інспектори охорони стали відпилювати у носорогів роги — головний об'єкт промислу. Таке обезрожування популяції носорогів почалося в регіоні в 1991 р.

## Загрози
Останнім часом пустеля Каоковельд стала популярним місцем мандрівників-автомобілістів на позашляховиках. Це збільшує потік туристів, але і завдає збитку пустельним екосистемам. Відмічені випадки гонитви джипів за слонами і іншими тваринами. Потрібні заходи по спеціальній екологічній освіті цих туристів. У ангольській частині пустелі впродовж 30-річної війни режим охорони не дотримується через постійний напружений стан. Територія була абсолютно відкрита для браконьєрів, лісозаготивельників, землеробів. У національному парку Іона (Iona National Park) випасається стадо з понад 3 тис. голів худоби. Проте тут збереглися популяції левів, чорного носорога і жирафів, хоча чисельність їх сильно підірвана. Починаючи з 1990-х рр., на Ангольській частині парку почали здійснюватися природоохоронні заходи.

## Ресурси Інтернету
- Kaokoland at namibian.org [Архівовано 8 жовтня 2007 у Wayback Machine.]
- Аридні області Землі. Пустеля Каоковельд [Архівовано 24 липня 2015 у Wayback Machine.]

## Виноски
1. ↑  http://www.geocaching.su/?pn=101&cid=11629 [Архівовано 24 вересня 2015 у Wayback Machine.] Про чорних носорогів
2. ↑  http://www.otjikoko.com/index.php/ru/namibia-touren/der-sueden/77-damara-und-kaokaland%5Bнедоступне+посилання%5D. html Популяція диких тварин в Каоколенді